# Triassic Attack
Triassic Attack es un telefilme del año 2010 dirigida por Colin Ferguson. La película se estrenó el 27 de noviembre de 2010 por el canal de televisión Syfy.

## Argumento
Jake Roundtree (Steven Brand) es un nativo americano que trabaja en una tienda de carretera. Él accidentalmente sigue un ritual por el que tres fósiles de dinosaurio vuelven a la vida. A partir de entonces se verá obligado a acabar con ellos.

## Elenco
- Steven Brand como Jake Roundtree.
- Kirsty Mitchell como Emma-Neil Roundtree.
- Raoul Trujillo como Dakota.
- Gabriel Womack como Wyatt.
- Emilia Clarke como Savannah.